# Lambda (Rakete)

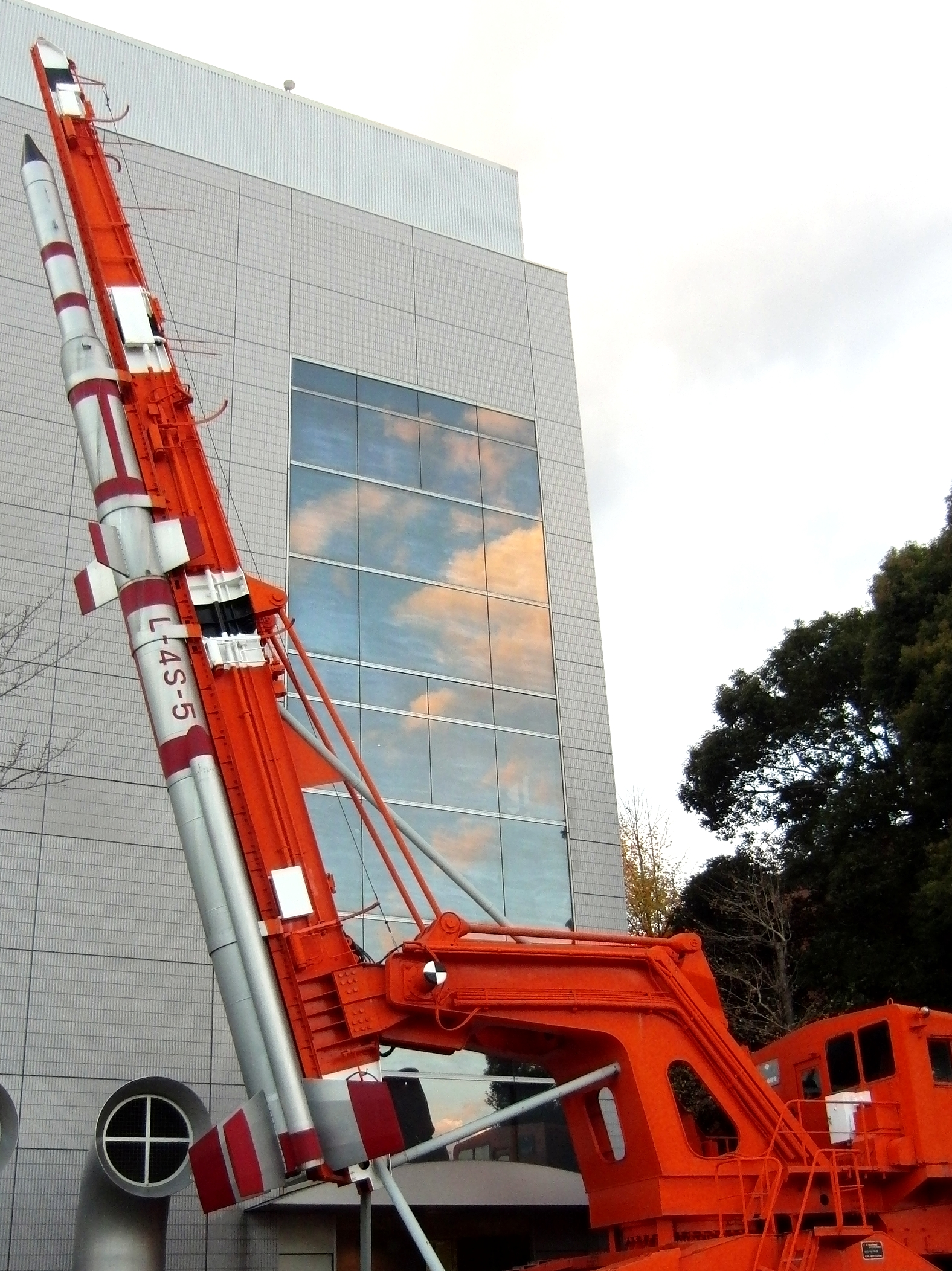
Lambda 4S

Lambda bzw. L (nach der jeweiligen Umschrift des 11. griechischen Buchstabens λ) ist die Bezeichnung einer Serie japanischer Raketen. Es wurden die Höhenforschungsraketen Lambda 2, LS-A, LSC-3, Lambda 3, LS-C  und die Satelliten-Trägerrakete Lambda 4 realisiert.
Als Auftraggeber trat die Universität von Tokio, Institute of Space and Aeronautical Sciences (ISAS) auf, der das nichtkommerzielle Raumfahrtprogramm Japans zugeordnet war.
Bei der Lambda wurden ausschließlich Feststoffraketenstufen verwendet die von der Nissan Motor Co. gebaut wurden. Der Baureihe gingen Versuche mit der Baureihe K (wie Kappa) voraus. Die Entwicklung wurde im Programm Mu (wie My oder M) fortgesetzt. 
Mit einer Lambda 4 wurde am 11. Februar 1970 auf dem Startplatz Uchinoura Space Center der erste japanische Satellit, der Osumi, gestartet.